# Thoras
Thoras es una comuna nueva francesa situada en el departamento de Alto Loira, de la región de Auvernia-Ródano-Alpes.

## Historia
Fue creada el uno de enero de 2016, en aplicación de una resolución del prefecto de Alto Loira de 18 de noviembre de 2015 con la unión de las comunas de Croisances y Thoras, pasando a estar el ayuntamiento en la antigua comuna de Thoras.

## Demografía
| Gráfica de evolución demográfica de Thoras entre 1800 y 2014 |
|                                                              |

Los datos entre 1800 y 2014 son el resultado de sumar los parciales de las dos comunas que forman la nueva comuna de Thoras, cuyos datos se han cogido de 1800 a 1999, para las comunas de Croisances y Thoras de la página francesa EHESS/Cassini. Los demás datos se han cogido de la página del INSEE.

## Composición
| Comuna delegada | Código INSEE | Población (2013) | Superficie (km²) | Densidad (hab./km²) |
| --------------- | ------------ | ---------------- | ---------------- | ------------------- |
| Croisances      | 43081        | 33               | 7.37             | 5                   |
| Thoras          | 43245        | 210              | 44.93            | 5                   |